# Episodi di Shameless (serie televisiva 2004) (decima stagione)
La decima stagione della serie televisiva Shameless composta da 10 episodi è stata trasmessa in prima visione assoluta nel Regno Unito da Channel 4 dal 12 settembre al 1º novembre 2012.
| nº | Titolo originale                  | Titolo italiano | Prima TV UK       | Prima TV Italia |
| -- | --------------------------------- | --------------- | ----------------- | --------------- |
| 1  | The Working Man (Part 1 of 2)     |                 | 12 settembre 2012 |                 |
| 2  | The World of Burger (Part 2 of 2) |                 | 13 settembre 2012 |                 |
| 3  | The Brazillian Effect             |                 | 19 settembre 2012 |                 |
| 4  | Who's the Mummy?                  |                 | 25 settembre 2012 |                 |
| 5  | The Truth Will Out                |                 | 3 ottobre 2012    |                 |
| 6  | Secrets and Wives                 |                 | 10 ottobre 2012   |                 |
| 7  | Business as Usual                 |                 | 17 ottobre 2012   |                 |
| 8  | What Are Friends For?             |                 | 24 ottobre 2012   |                 |
| 9  | Great Rivalry                     |                 | 31 ottobre 2012   |                 |
| 10 | One Year On                       |                 | 1º novembre 2012  |                 |